# Hugo Gerhard Ströhl
Hugo Gerhard Ströhl (24. září 1851 Wels – 7. prosince 1919 Mödling) byl slavný rakouský heraldik, jehož heraldické malby a výkresy jsou dodnes často reprodukovány.

## Životopis
Ströhl se narodil ve městě Wels v Horních Rakousích. Díky svému nadání se jako talentovaný žák dostal na Kunstgewerbeschule des Österreichischen Museums für Kunst und Industrie, později pojmenované Hochschule für angewandte Kunst, velmi uznávané a ceněné jako nejlepší rakouská umělecká škola, a nejlepší i v rámci města Vídeň, kde se nachází její sídlo. Po absolutoriu pracoval jako učitel malby a zároveň si založil soukromý ateliér. Jeho největší zálibou, která jej také proslavila, byly heraldické kresby a poštovní známky.

## Heraldika

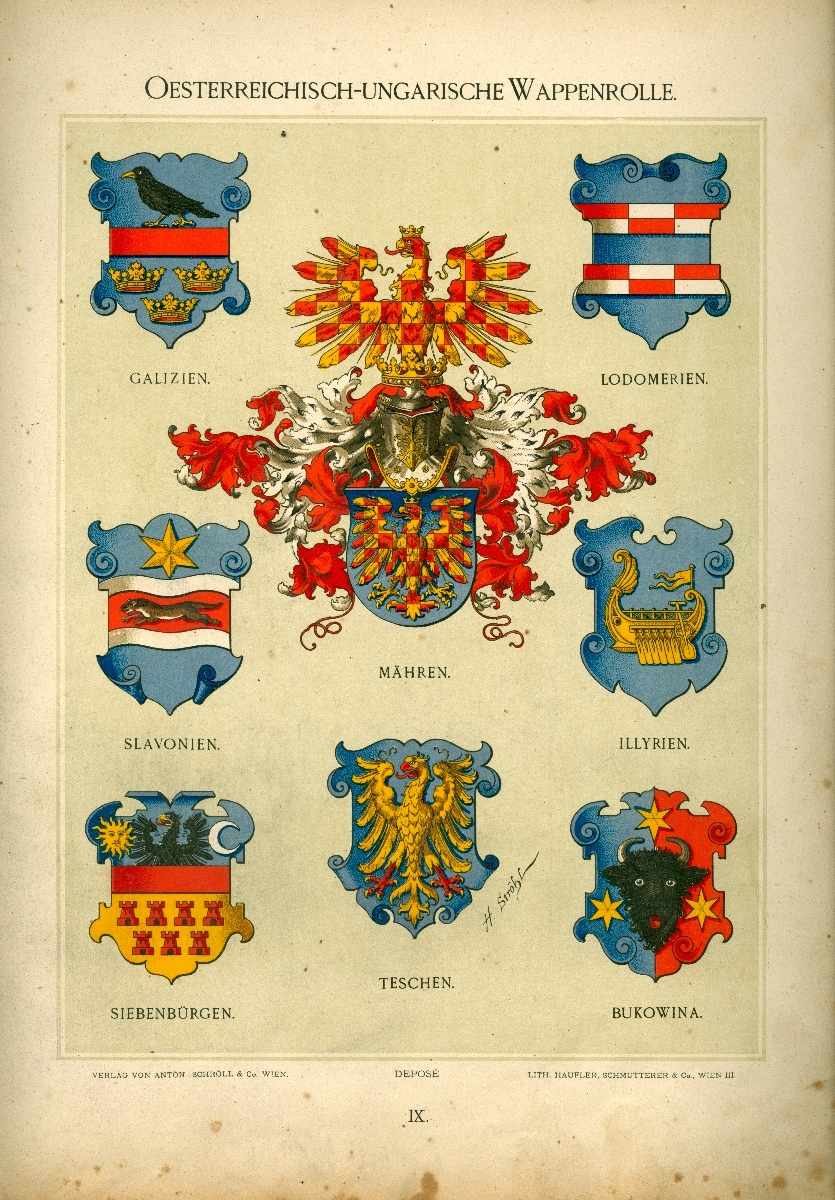
Ukázka z Österreichisch-Ungarische Wappenrolle (list se znakem Moravy)

Právě jeho heraldické malby jsou dnes vysoce ceněny a již v jeho době byly v Rakousku-Uhersku a Německu velmi populární. Dodnes jsou často publikovány v reprintech a originály jeho prací jsou cenným sběratelským artiklem. Především jeho kniha heraldických kreseb znaků zemí Rakouska-Uherska, která vyšla pod názvem Österreichisch-Ungarische Wappenrolle, jej velmi proslavila. Jeho kniha Heraldischer Atlas je dodnes považována za standard heraldické nauky v německy mluvících zemích. Je také tvůrcem mnoha obecních a městských znaků v Německu a Rakousku, z nichž nejznámější je jeho výtvarný návrh znaku města Vídně.
Mimo evropskou heraldiku, která jej proslavila nejvíce, se věnoval i heraldice v japonském stylu, která se zásadně liší od evropského pojetí heraldiky, a o které vydal knihu Nihon moncho.

## Vydaná díla
- Oesterreichisch-Ungarische Wappenrolle. Nach seiner kaiserlichen und königlichen Apostolischen Majestät grossem Titel. Verlag von Anton Schroll & Co., Wien 1890.
- Frisch brockte Schworzkerschäln. Schwarz-weiße Bilder zu lustigen Schnadahüpfeln aus den oesterreichischen Alpenländern. Verlag Perles, 1891.
- Die Wappen der Druckgewerbe. Anton Schroll & Co., Wien 1891.
- Wappen und Siegel der Orte Vorarlbergs. In: Jahrbuch der Heraldischen Gesellschaft “Adler”, NF 3, Wien 1893, s.97–114.
- Wappen und Flagge von Korea. In: Jahrbuch der Heraldischen Gesellschaft “Adler” 10, XXIV, Wien 1893.
- Oesterreichisch-Ungarische Wappenrolle. Die Wappen ihrer k.u.k. Majestäten, die Wappen der durchlauchtigsten Herren Erzherzoge, die Staatswappen von Oesterreich und Ungarn, die Wappen der Kronländer und der ungarischen Comitate, die Flaggen, Fahnen und Cocarden beider Reichshälften, sowie das Wappen des souverainen Fürstenthumes Liechtenstein. Anton Schroll, Wien 1890, 1895.
- Die Wappen der Äbte der Prämonstratenserstifte Geras und Pernegg. Selbstverlag, Wien 1895.
- Deutsche Wappenrolle enthaltend alle Wappen, Standarten, Flaggen, Landesfarben und Kokarden des Deutschen Reiches, seiner Bundesstaaten und regierenden Dynastien. Julius Hoffmann, Stuttgart 1897.
- Die Entwicklung der österreichisch-ungarischen Kriegs- und Handelsflagge. In: Jahrbuch der Heraldischen Gesellschaft “Adler” IV.14 = 194, Wien 1897, s. 129–136.
- Die Landesfarben und Cocarden in Österreich und Deutschland. In: Jahrbuch der Heraldischen Gesellschaft “Adler” IV.17 = 197, Wien 1897, s. 165–172.
- Heraldischer Atlas. Eine Sammlung von heraldischen Musterblättern für Künstler, Gewerbetreibende, sowie für Freunde der Wappenkunde. Stuttgart 1899.
- Beiträge zur Geschichte der Badges. Gesammelt aus den Werken englischer Heraldiker. In: Jahrbuch der Heraldischen Gesellschaft “Adler” NF 12, Wien 1902, s. 75–113.
- Städte-Wappen von Österreich-Ungarn. 2. Auflage Wien 1904. (Přepracování prvního vydání, jehož autorem byl Karl Lind).
- Nihon moncho. Japanisches Wappenbuch. Ein Handbuch für Kunstgewerbetreibende und Sammler. Wien 1906.
- Wappenrolle der Päpste. Album Pontificale. Mönchen-Gladbach 1909.
- Landesfarben und Kokarden. Ein Vademekum für Maler, Graphiker, Fahnenfabrikanten und Dekorateure. Ernst Morgenstern, Berlin 1910.
- Die neuen österreichischen, ungarischen und gemeinsamen Wappen. Hrsg. auf Grund der mit d. allerhöchsten Handschreiben vom 10. u. 11. Okt. 1915, bezw. 2. u. 5. März 1916 erfolgten Einführung. Wien 1917.